# Ражанаць
Ражанаць (хорв. Ražanac) — населений пункт і громада в Задарській жупанії Хорватії.

## Населення
Населення громади за даними перепису 2011 року становило 2 940 осіб. Населення самого поселення становило 943 осіб.
Динаміка чисельності населення громади:
Динаміка чисельності населення центру громади:

## Населені пункти
Крім поселення Ражанаць, до громади також входять: 
- Йовичі
- Крнеза
- Любач
- Радовин
- Ртина

## Клімат
Середня річна температура становить 14,26 °C, середня максимальна – 27,05 °C, а середня мінімальна – 2,19 °C. Середня річна кількість опадів – 934 мм.
| Клімат поселення                              | Клімат поселення | Клімат поселення | Клімат поселення | Клімат поселення | Клімат поселення | Клімат поселення | Клімат поселення | Клімат поселення | Клімат поселення | Клімат поселення | Клімат поселення | Клімат поселення | Клімат поселення |
| Показник                                      | Січ.             | Лют.             | Бер.             | Квіт.            | Трав.            | Черв.            | Лип.             | Серп.            | Вер.             | Жовт.            | Лист.            | Груд.            |                  |
| Середній максимум, °C                         | 10,27            | 10,73            | 13,24            | 16,22            | 20,83            | 24,52            | 27,05            | 26,70            | 22,85            | 18,58            | 13,15            | 10,50            |                  |
| Середня температура, °C                       | 6,22             | 6,69             | 9,18             | 12,17            | 16,78            | 20,49            | 23,83            | 23,50            | 19,63            | 15,38            | 9,94             | 7,29             |                  |
| Середній мінімум, °C                          | 2,19             | 2,64             | 5,15             | 8,13             | 12,74            | 16,44            | 20,62            | 20,27            | 16,42            | 12,16            | 6,73             | 4,08             |                  |
| Норма опадів, мм                              | 76               | 67               | 71               | 76               | 71               | 60               | 37               | 54               | 103              | 111              | 111              | 97               |                  |
| Середньомісячна швидкість вітру, м/с          | 2.86             | 2.97             | 3.15             | 3.00             | 2.61             | 2.41             | 2.46             | 2.36             | 2.54             | 2.68             | 3.22             | 3.14             |                  |
| Середньомісячна сонячна радіація, кДж/м²·день | 4897             | 7591             | 11203            | 16016            | 20290            | 22415            | 24185            | 20961            | 15384            | 9770             | 5315             | 4156             |                  |
| --------------------------------------------- | ---------------- | ---------------- | ---------------- | ---------------- | ---------------- | ---------------- | ---------------- | ---------------- | ---------------- | ---------------- | ---------------- | ---------------- | ---------------- |
| Джерело:                                      |                  |                  |                  |                  |                  |                  |                  |                  |                  |                  |                  |                  |                  |